# Emil Artin
Emil Artin (Bécs, 1898. március 3. – Hamburg, 1962. december 20.) osztrák matematikus.

## Életpályája
Munkássága jó részét egészen a náci hatalomátvételig Németországban, Hamburgban töltötte. Ezt követően 1937-ben az USA-ba emigrált, ahol 1938 és 1946 között az Indiana Egyetemen majd (1946 és 1948 között) a Princetoni Egyetemen dolgozott. Fia, Michael Artin jelenleg a Massachusetts Institute of Technology kutatója.
Artin a 20. század egyik legkiválóbb algebristája volt. Területe főleg az algebrai számelmélet, többek között új konstrukciós módszert dolgozott ki az L-függvényekre. A Hilbert-féle osztálybővítésekre reciprocitási tételt igazolt. Emellett a csoport-, gyűrű- és testelméletben valamint az algebrai topológiában is ért el mély eredményeket. Tanulmányozta a balideálokra minimumfeltételes gyűrűket, ezekre struktúratételt igazolt (Wedderburn-Artin tételek). A rendezett testekre vonatkozó Artin–Schreier-tételt felhasználva megoldotta a 17. Hilbert-problémát. Híres sejtése, hogy minden -1-től különböző egész szám, ami nem négyzetszám, végtelen sok prímszám primitív gyöke.